# 茅光著
茅光著（1448年—？），字日升，浙江寧波府慈谿縣人，軍籍，明朝政治人物。

## 生平
成化十九年（1483年）癸卯科浙江鄉試第十二名舉人。弘治三年（1490年）中式庚戌科會試第二百六十三名，三甲第一百三十七名進士。官湖廣漢陽府韩川縣知縣。

## 家族
曾祖茅天麒；祖父茅惟揚，按察使；父茅蓁，理問。母桂氏。永感下。